# Martinenca de Míner
Martinenca de Míner es un cultivar de higuera de tipo higo común Ficus carica, unífera (con una sola cosecha por temporada, los higos de otoño), con higos de epidermis con color de fondo negro pálido, y con sobre color verde rojizo. Se cultiva en la colección de higueras de Montserrat Pons i Boscana en Llucmajor (España).

## Sinonimia
- “sin sinónimo”,[4][6][7]

## Historia
Actualmente la cultiva en su colección de higueras baleares Montserrat Pons i Boscana, rescatada de un ejemplar o higuera madre localizada en el término de Llucmajor en el predio de "Míner" de donde es originaria, en la colección de higueras propiedad de Josep Sacarès i Mulet.
La variedad 'Martinenca de Míner' es una subvariedad de la 'Martinenca', con descriptores muy diferenciados sobre todo en tamaño y en maduración. Es originaria de "Míner" de donde le viene el nombre. No es ni conocida ni cultivada en muchos lugares de las Islas Baleares.

## Características
La higuera 'Martinenca de Míner' es una variedad unífera de tipo higo común. Árbol de vigorosidad elevada y buen desarrollo, copa esparcida y follaje denso, con una nula emisión de rebrotes. Sus hojas son de 5 lóbulos en su mayoría, y de 3 lóbulos (20%). Sus hojas con dientes presentes márgenes serrados, escasa pilosidad en el envés, y ángulo peciolar agudo. 'Martinenca de Míner' tiene un desprendimiento mediano de higos, con un rendimiento productivo elevado y periodo de cosecha medio. La yema apical cónica de color verde amarillento.
Los frutos de la higuera 'Martinenca de Míner' son higos de un tamaño de longitud x anchura:52 x 56mm, con forma urceolada, un poco esféricos, que presentan unos frutos grandes, simétricos en la forma, uniformes en las dimensiones, de unos 45,460 gramos en promedio, cuya epidermis es de un grosor delgado, de textura fina, de consistencia mediana-blanda, color de fondo negro pálido, y con sobre color verde rojizo. Presentan pocas formaciones anormales, y pocos frutos aparejados. Ostiolo de 1 a 3 mm con escamas pequeñas rojas. Pedúnculo de 2 a 3 mm cilíndrico verde claro. Grietas longitudinales finas. Costillas marcadas. Con un ºBrix (grado de azúcar) de 18 de sabor poco dulce y ácido, con color de la pulpa rojo. Con cavidad interna pequeña, con numerosos aquenios pequeños. Los frutos maduran con un inicio de maduración de los higos sobre el 12 de septiembre a 24 de octubre. Cosecha con rendimiento productivo elevado, y periodo de cosecha medio.
Se usa en alimentación humana en fresco y en seco, así como en alimentación para el ganado ovino y porcino. Poca facilidad de pelado y difícil abscisión del pedúnculo. Poco resistente al transporte, y bastante resistentes a las lluvias y rocíos. Muy resistentes a la apertura del ostiolo. Mediana facilidad al desprendimiento del árbol cuando madura.

## Cultivo
'Martinenca de Míner', se utiliza en alimentación humana en fresco y en seco, también en alimentación animal. Se está tratando de recuperar de ejemplares cultivados en la colección de higueras baleares de Montserrat Pons i Boscana en Llucmajor.